# Alfa Romeo 2000
Alfa Romeo 2000 (серія 102) - автомобіль, що вироблявся італійською автомобільною компанією Alfa Romeo як наступник моделі 1900.

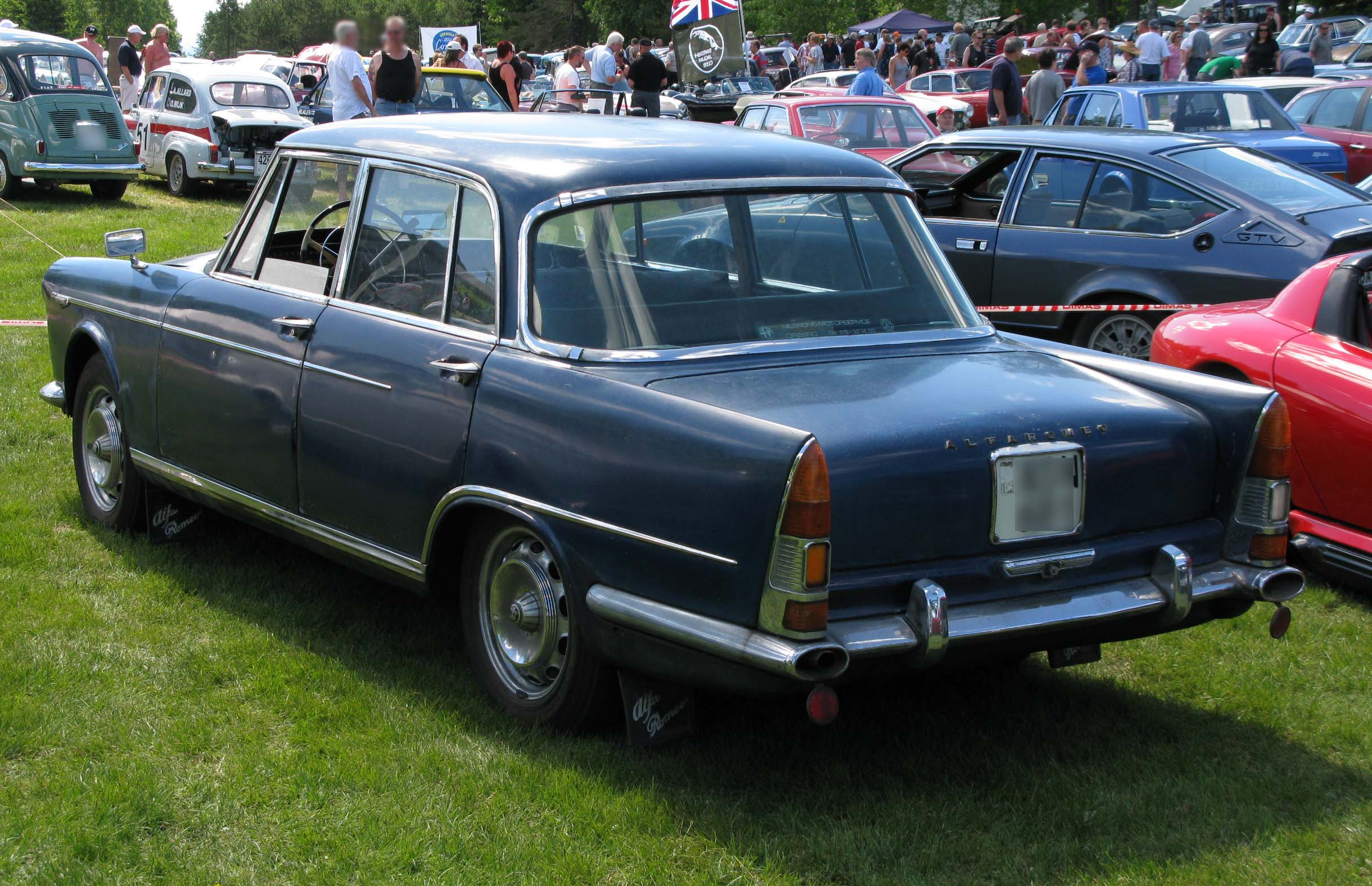
Alfa Romeo 2000 Berlina, 1960р.

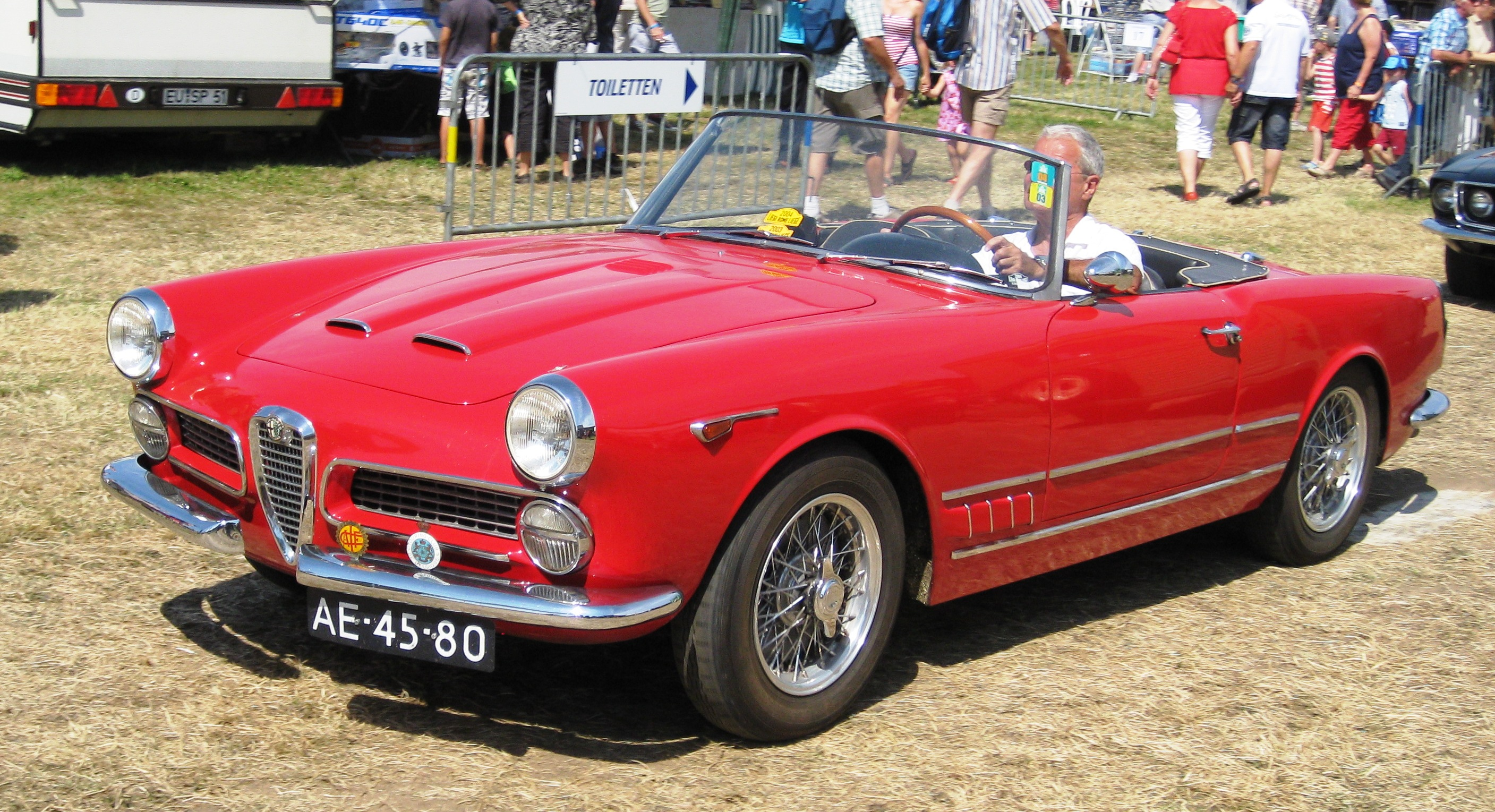
Alfa Romeo 2000 Spider, 1960р.

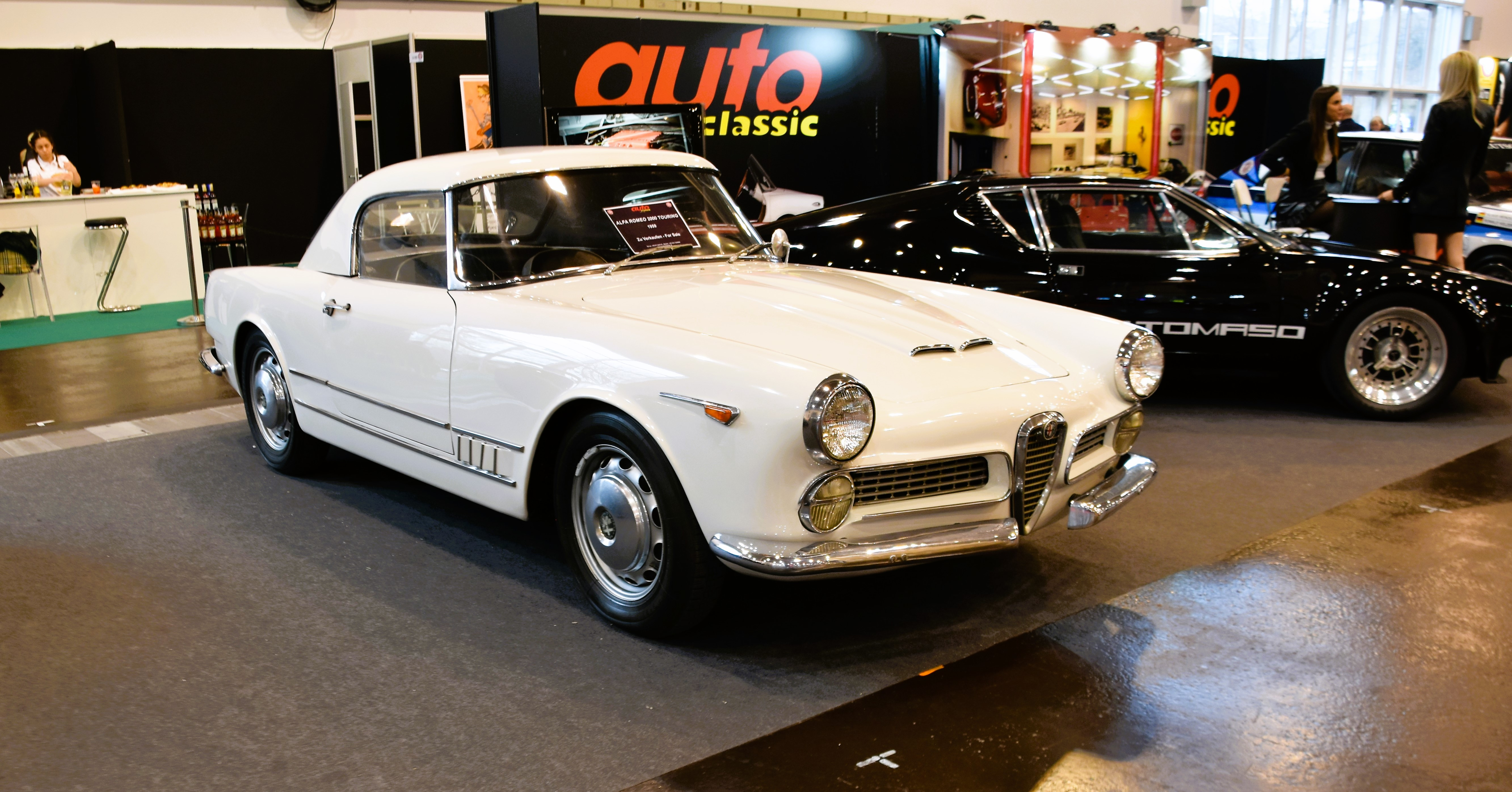
Alfa Romeo 2000 Touring Coupé (1959)

Перша поява моделі було в 1957 році на Туринському Автосалоні. Автомобіль виготовлявся в двох варіаціях: Berlina з 105 к.с. (77 кВт) і Spider з 115 к.с. (85 кВт), починаючи з 1958 року. У 1960 році була додана версія Sprint. Двигуни були збільшеною версією від попередньої 1900 чотирициліндровий версії і мав обсяг 1975 куб.см. Залізний блок циліндрів і алюмінієва головка блоку використовував тільки один карбюратор фірми Solex і видавав 105 к.с. (77 кВт) при 5300 об/хв в версії Berlina, а на версіях Sprint і Spider видавав 115 к.с. (85 кВт) при 5900 об/хв, але вже двигун мав два карбюратора з боків фірми Solex. У 2000 Berlina була коробка передач, що працює за допомогою перемикання колонного типу, звільняючи місце для трьох осіб на передньому дивані. У версії Spider перемикання передач було на підлозі і тільки з 1961 року, передній диван став двомісним, коли версії 2+2 стали доступні.

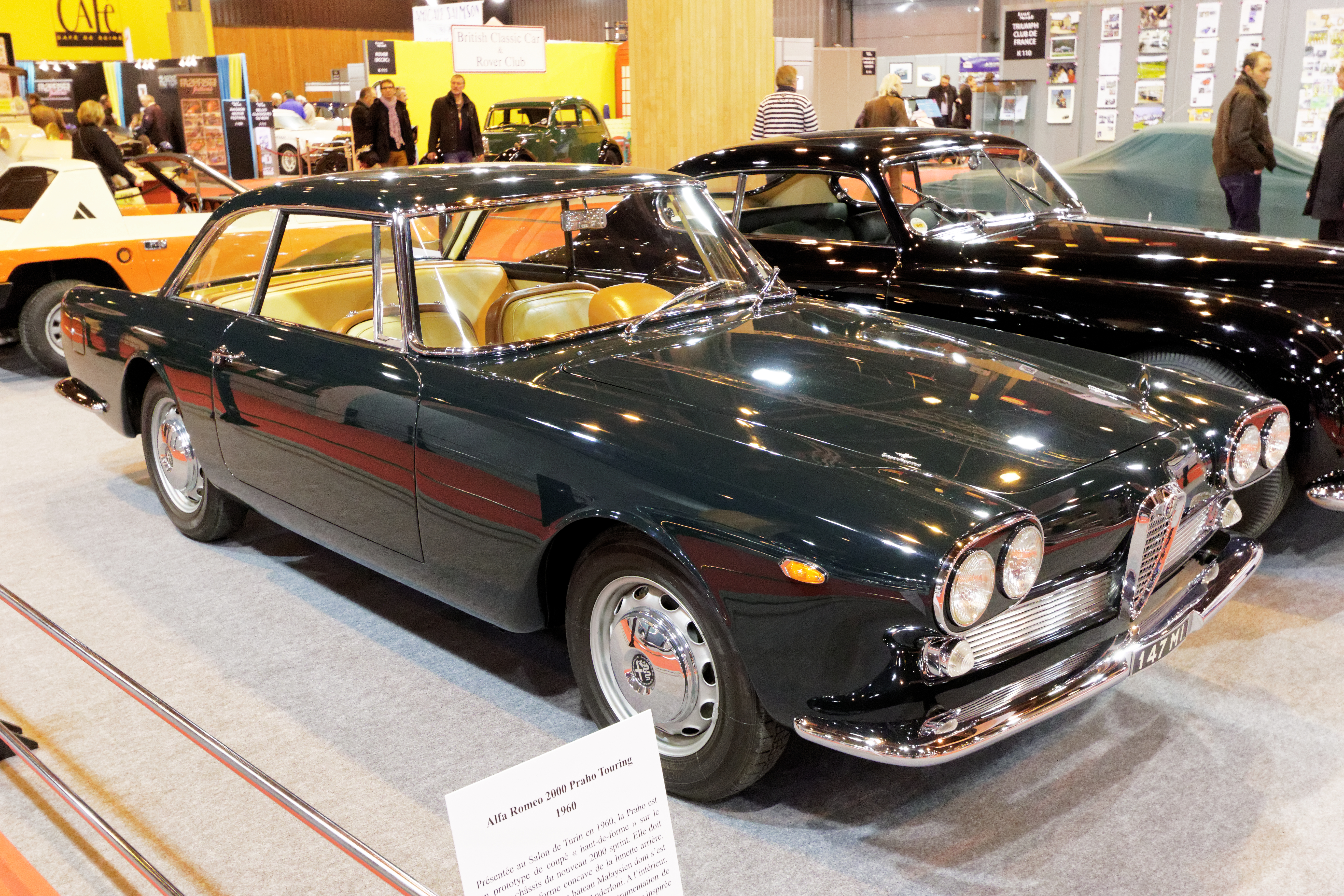
Alfa Romeo 2000 Sprint Praho Touring

Чотирьохдверна Berlina виготовлялася на своєму власному заводі Alfa Romeo, в той час як інші дві версії розроблялися і проводилися дизайнерськими компаніями: Carrozzeria Touring (Spider) і Gruppo Bertone (Sprint).
Було випущено тільки 2,814 моделей Berlina, 3,443 моделей Spider та 704 моделі Sprint. Вони продавалися по всьому світу, але мали дуже високу ціну.
2000 була замінена шестициліндрової Alfa Romeo 2600, що вироблялася з 1961 року.

## Двигуни
- 2.0 L І4 DOHC 105 к.с. (Berlina)
- 2.0 L І4 DOHC 115 к.с. (Sprint/Spider)